# Entyloma taraxaci
Entyloma taraxaci är en svampart som beskrevs av Vánky 1983. Entyloma taraxaci ingår i släktet Entyloma och familjen Entylomataceae.   Inga underarter finns listade i Catalogue of Life.